# Wazoo (album)
Pour les articles homonymes, voir Wazoo (homonymie).
Albums de Frank Zappa
The Dub Room Special!
(2007) One Shot Deal
(2008)
Wazoo est un album posthume de Frank Zappa sorti le 31 octobre 2007. Seul témoignage sur disque de la tournée Grand Wazoo, les titres présents sur ce double album sont issus du concert donné à Boston le 24 septembre 1972, un des huit concerts avec la formation au complet. Renommée Petit Wazoo pour la suite de la tournée, le nombre de musiciens sera réduit pour d'évidentes raisons de coût. Wazoo est le témoignage inestimable et indispensable d'une période aussi brève que fabuleuse.

## Liste des titres

### Disque 1
1. Intro Intros
2. The Grand Wazoo (Think It Over)
3. Approximate
4. Big Swifty

### Disque 2
1. Ulterior Motive
2. The Adventures Of Greggery Peccary: Movement I
3. The Adventures Of Greggery Peccary: Movement II
4. The Adventures Of Greggery Peccary: Movement III
5. The Adventures Of Greggery Peccary: Movement IV
6. Penis Dimension
7. Variant I Processional March

## Musiciens
- Frank Zappa : guitare
- Tony Duran : guitare slide
- Ian Underwood : claviers
- George Duke : claviers
- Dave Parlato : basse
- Jerry Kessler : violoncelle électrifié
- Jim Gordon : batterie
- Mike Altschul : piccolo, clarinette
- Jay Migliori : flûte, saxophone ténor
- Earle Dumler : hautbois, contrebasse
- Ray Reed : clarinette, saxophone ténor
- Charles Owens : saxophone soprano, saxophone alto
- Joann McNab : basson
- Malcolm McNab : trompette
- Sal Marquez : trompette
- Tom Malone : trompette, tuba
- Glenn Ferris : trombone, tuba ténor
- Kenny Shroyer : trombone, cor
- Bruce Fowler : trombone
- Tom Raney : vibraphone, percussions
- Ruth Underwood : marimba & autres percussions

## Production
- Production : Gail Zappa & Joe Travers
- Ingénierie : Doug Sax & Robert Hadley
- Direction musicale : Frank Zappa
- Illustration couverture : Christopher Mark Brennan
- Conception pochette et direction artistique : Gail Zappa & Michael Mesker